# Rue des Convalescents
La rue des Convalescents est une voie située dans le 1er arrondissement de Marseille. 

## Situation et accès
Elle va du boulevard d'Athènes à la rue de la Fare.

## Origine du nom
Son nom lui vient d’un hôpital pour les pauvres passants et malades convalescents qui était tenu par les religieuses de Sion et qui fut transféré à l’hôtel Dieu en 1766. Dans ces locaux se sont successivement trouvés à partir de 1798, un hôtel des monnaies, une école de navigation, un centre d’apprentissage et enfin une école communale.